# Sauteerpan

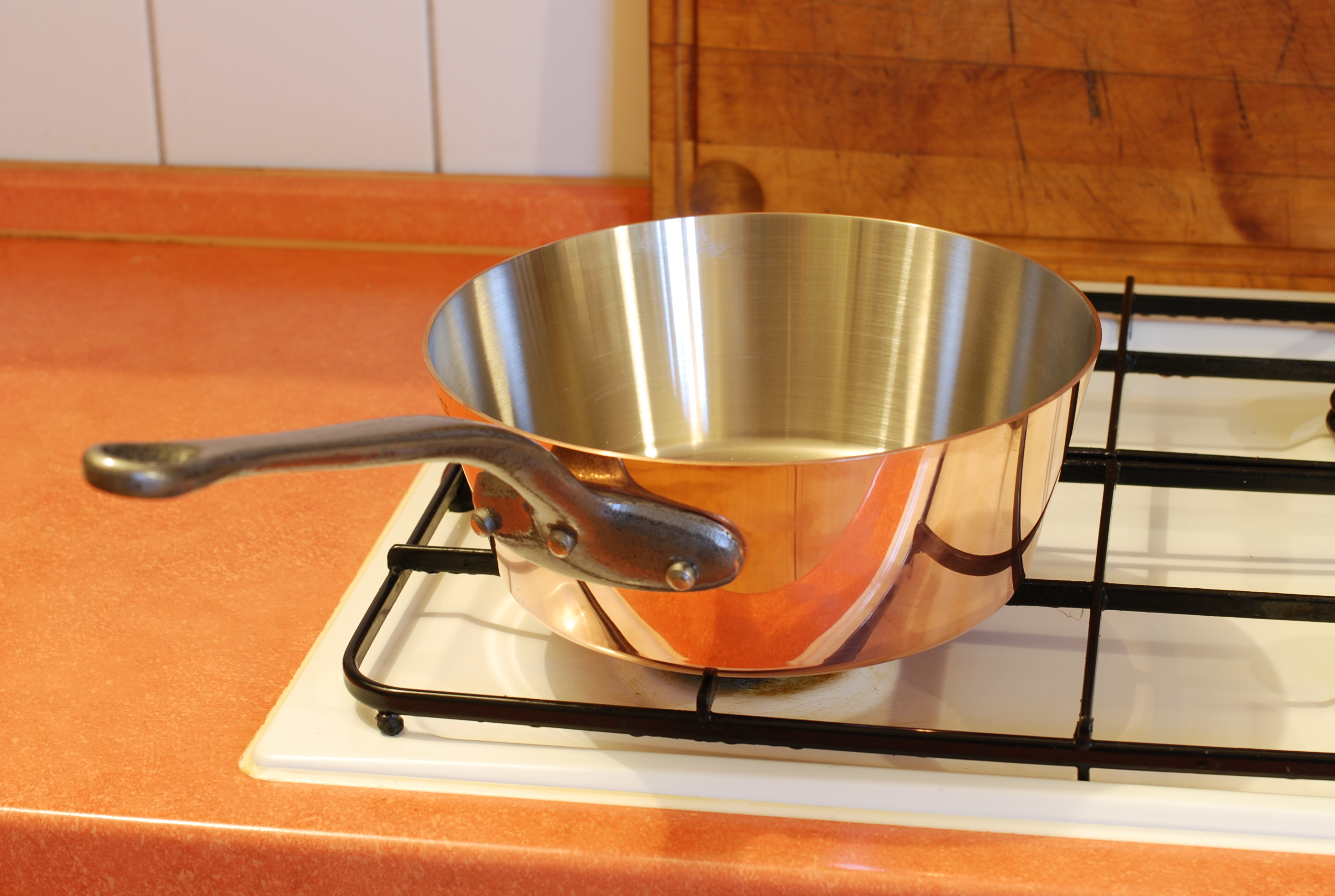
Sauteerpan

Een sauteerpan of sauteuse is een braadpan met een hoge rand die meestal naar boven toe wijder wordt. 
De term is afgeleid van het Franse sauter (dat eigenlijk "springen" betekent, maar in dit verband braden of roosteren). De sauteerpan is ontworpen om het voedsel kort te braden ofwel te sauteren. Deze bereidingswijze komt overeen met het bakproces in een Aziatische wokpan. Hoogwaardige sauteerpannen zijn gemaakt van vertind koper of van koper gecoat met een dunne laag roestvrij staal aan de binnenkant. Daarmee wordt de hoogste warmtegeleiding bereikt. Een goede warmteopslag is daarentegen niet wenselijk. In geval van een koperen sauteuse moet direct contact tussen het koper en het voedsel zoveel mogelijk worden vermeden, omdat het matig giftige koperacetaat kan ontstaan, vooral bij zuur voedsel.
Sauteerpannen zijn ook goed te gebruiken voor het bereiden, kloppen of indikken van sauzen, omdat door de conische vorm van de pan alle hoeken van de binnenkant bereikt kunnen worden met een garde of een lepel.